# Пекінський метрополітен
Пекінський метрополітен (кит.: 北京地铁) — система ліній метро в місті Пекін, КНР. В системі використовується стандартна ширина колії. 

## Історія
Планування будівництва метрополітену в столиці КНР почалося в середині 1950-х. Спочатку активну участь в проектуванні брали 
фахівці з СРСР, але через радянсько-китайський розкол всі фахівці були відкликані. Будівництво метро власними силами 
почалося влітку 1965 року за проектом, затвердженим Мао Цзедуном. Початкова ділянка метрополітену спочатку використовувалася 
виключно військовими, вхід на станції здійснювався за перепустками. Під час культурної революції рух потягів неодноразово переривався, система тривалий час не функціонувала. Засобом громадського транспорту Пекінський метрополітен став лише у 1971 році. До початку 2000-х метрополітен розвивався дуже повільно, працювало лише 2 лінії з 30 станціями. Активно розвиватися система почала лише у 2002 році, в рамках підготовки до Олімпійських ігор почалося будівництво одразу декількох ліній. З того часу розвиток системи не припинявся. До 2000-х станції будували у вигляді звичайних колонних станцій мілкого закладення, всі станції побудовані пізніше обладнані системою горизонтальний ліфт, у вигляді скляних дверей, що відділяють платформу від потяга метро.

## Лінії
| № Лінії         | Дата відкриття  | Останнє продовження | Кількість станцій | Кінцеві станції                                                          | Довжина в км | Кількість підземних станцій | Спосіб живлення  |
| --------------- | --------------- | ------------------- | ----------------- | ------------------------------------------------------------------------ | ------------ | --------------------------- | ---------------- |
| (1)             | 1 жовтня 1969   | 2000                | 23                | «Pingguoyuan»—«Sihui East»                                               | 30,3         | 21                          | Контактна рейка  |
| (1)             | 1 жовтня 1969   | 1987                | 18                | Кільцева лінія                                                           | 23,1         | 18                          | Контактна рейка  |
| (1)             | 28 вересня 2009 | —                   | 24                | «Anheqiao North»—«Gongyixiqiao»                                          | 28,2         | 23                          | Контактна рейка  |
| (1)             | 7 жовтня 2007   | —                   | 23                | «Tiantongyuan North»—«Songjiazhuang»                                     | 27,6         | 16                          | Контактна рейка  |
| (1)             | 30 грудня 2012  | 2014                | 27                | «Haidian Wuluju»—«Lucheng»                                               | 42,8         | 27                          | Контактна мережа |
| (1)             | 28 грудня 2014  | —                   | 19                | «Beijing West railway station»—«Jiaohuachang»                            | 23,7         | 19                          | Контактна рейка  |
| (1)             | 19 липня 2008   | 2015                | 18                | «Zhuxinzhuang»—«Nanluoguxiang»                                           | 26,6         | 17                          | Контактна рейка  |
| (1)             | 31 грудня 2011  | 2013                | 12                | «National Library»—«Guogongzhuang»                                       | 16,5         | 12                          | Контактна рейка  |
| (1)             | 19 липня 2008   | 2013                | 45                | Друга кільцева лінія                                                     | 57,1         | 45                          | Контактна рейка  |
| (1)             | 28 вересня 2002 | 2010                | 16                | «Xizhimen»—«Dongzhimen»                                                  | 40,5         | 1                           | Контактна рейка  |
| (1)             | 5 травня 2013   | 2017                | 28                | «Zhangguozhuang»—«Xiju», «Beijing South railway station»—«Shan'gezhuang» | 47,3         | 26                          | Контактна мережа |
| (1)             | 30 грудня 2010  | 2016                | 20                | «Qinghuadongluxikou»—«Fengbo»                                            | 41,4         | 16                          | Контактна рейка  |
| (1)             | 31 грудня 2016  | 2017                | 10                | «Beianhe»—«Xiyuan»                                                       | 19,1         | 10                          | Контактна рейка  |
| (1)             | 19 липня 2008   | —                   | 4                 | «Dongzhimen»—«Terminal 3/Terminal 2»                                     | 28,1         | 3                           | Контактна рейка  |
| (1)             | 27 грудня 2003  | —                   | 13                | «Sihui»—«Tuqiao»                                                         | 18,9         | —                           | Контактна рейка  |
| (1)             | 30 грудня 2010  | 2015                | 12                | «Xi'erqi»—«Changping Xishankou»                                          | 31,9         | 6                           | Контактна рейка  |
| (1)             | 30 грудня 2010  | —                   | 11                | «Gongyixiqiao»—«Tiangongyuan»                                            | 21,7         | 10                          | Контактна рейка  |
| (1)             | 30 грудня 2010  | 2017                | 12                | «Guogongzhuang»—«Yancun East»                                            | 25,4         | 1                           | Контактна рейка  |
| Лінія S1        | 30 грудня 2017  | —                   | 7                 | «Shichang»—«Jin'anqiao»                                                  | 8,2          | —                           | Контактна река   |
| Лінія «Yanfang» | 30 грудня 2017  | —                   | 9                 | «Yancun East»—«Yanshan»                                                  | 14,4         | —                           | Контактна рейка  |
| (1)             | 30 грудня 2010  | —                   | 13                | «Songjiazhuang»—«Ciqu»                                                   | 22,2         | 5                           | Контактна рейка  |

- Лінія 14 працює без центральної ділянки, на західній частині лінії відкрито 7 станцій, на східні частині 21 станція.
- 3 січня 2022 року оператор Пекінського метрополітену «Beijing MTR Corporation Limited» розширив мережу метрополітену, відкривши пасажирські перевезення на частинах ліній 14 та 17, що збільшує загальну експлуатуючу довжину мережі пекінського метрополітену майже на 148,5 км[3].

## Розвиток
Активний розвиток системи продовжується, у наступні роки заплановано розширення багатьох діючіх ліній та будівництво нових ліній. До кінця 2021 року довжина всіх ліній перевищить 1000 км.

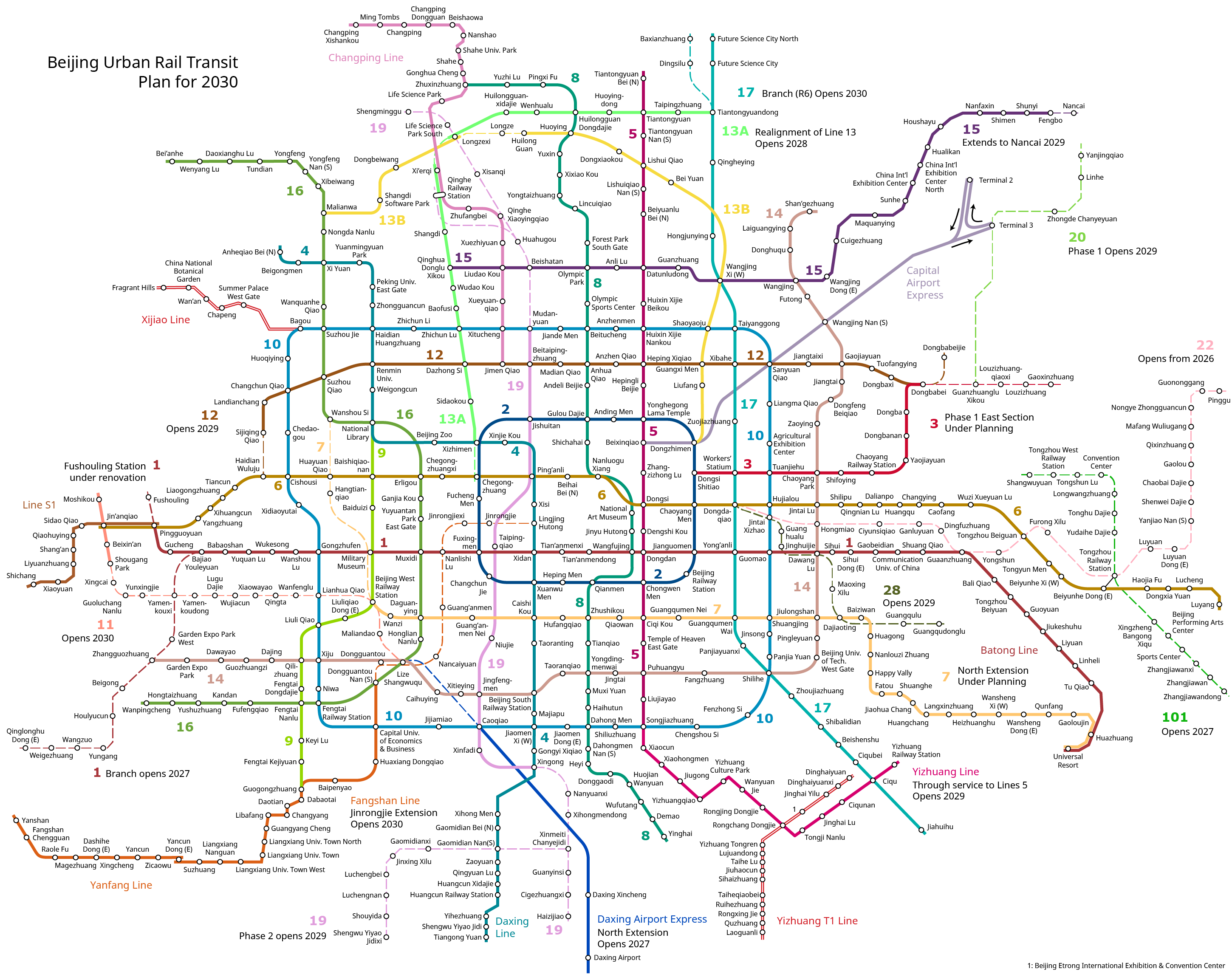
Схема з діючіми та запланованими до відкриття до 2021 року лініями

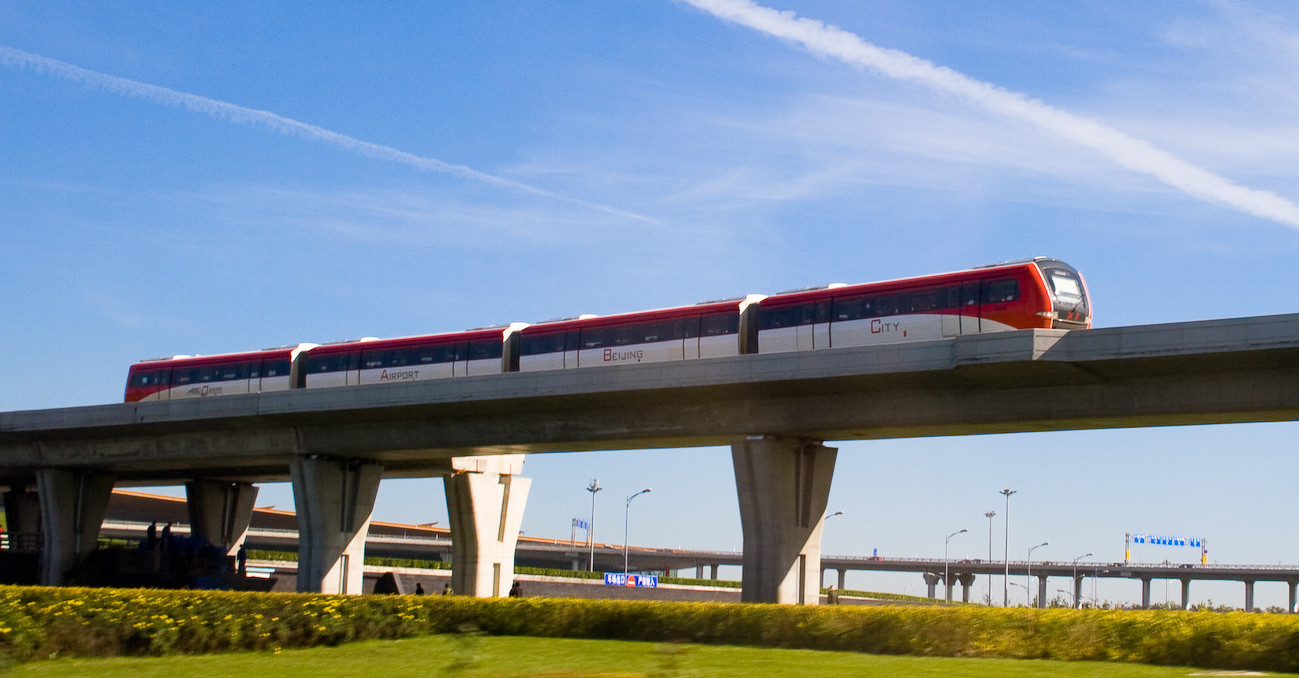
Потяг на естакадні ділянці лінії «Airport Express»

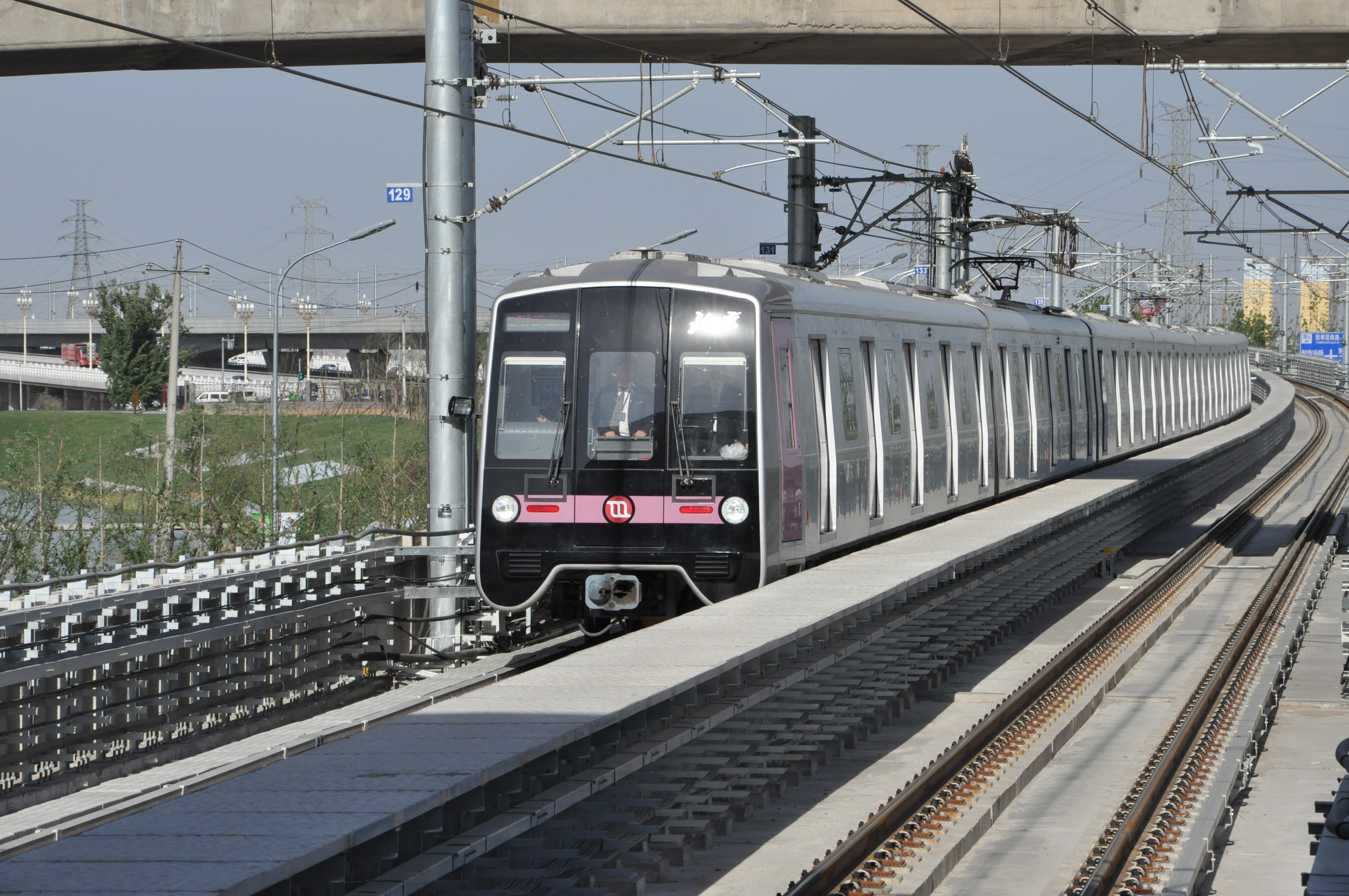
Потяг на Лінії 14

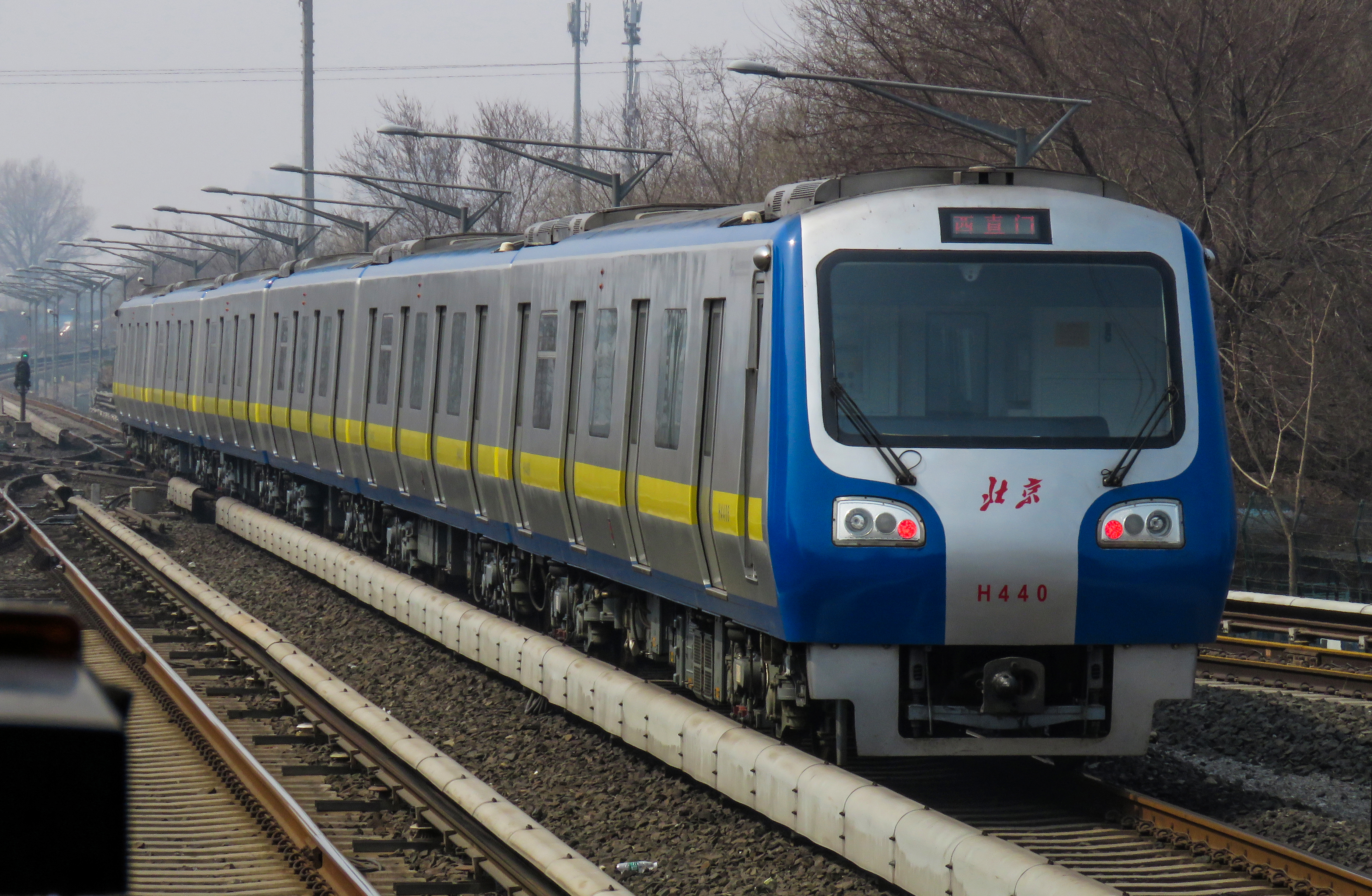
Потяг біля станції «Huoying», Лінія 13

| Заплановано відкрити | № лінії             | Ділянка                              | Кількість станцій | Довжина в км |
| -------------------- | ------------------- | ------------------------------------ | ----------------- | ------------ |
| У 2018 році          | (1)                 | Південна ділянка лінії               | 13                | 16,4         |
| У 2018 році          | (1)                 | Західна ділянка лінії                | 6                 | 10,3         |
| У 2019 році          | (1)                 | Станція «Beixinqiao»                 | 1                 | 1,9          |
| У 2019 році          | (1)                 | Центральна та південна ділянки лінії | 19                | 30,1         |
| У 2019 році          | (1)                 | Центральна ділянка лінії             | 3                 | 2,6          |
| У 2019 році          | (1)                 | Центральна ділянка лінії             | 4                 | 4,3          |
| У 2019 році          | 17 лінія            | Початкова ділянка                    | 20                | 49,7         |
| У 2019 році          | (1)                 | Північна ділянка                     | 4                 | 4,6          |
| У 2019 році          | Лінія «New Airport» | У повному складі                     | 3                 | 39,1         |
| У 2019 році          | Лінія 19            | Початкова ділянка                    | 10                | 22,4         |
| У 2019 році          | (1)                 | Південно-східна ділянка              | 2                 | 4,5          |
| У 2020 році          | Лінія 3             | Початкова ділянка                    | 15                | Немає даних  |
| У 2020 році          | (1)                 | Східна ділянка лінії                 | 7                 | 17,2         |
| У 2020 році          | (1)                 | Північна ділянка лінії               | 3                 | Немає даних  |
| У 2020 році          | Лінія 12            | Початкова ділянка лінії              | 20                | 24           |
| У 2020 році          | (1)                 | Південна ділянка лінії               | 7                 | Немає даних  |

## Режим роботи
Перший потяг від кінцевої станції, на різних лініях відходить в інтервалі від 5:00 — 6:00. Останній потяг в інтервалі 22:30 — 23:30, тому деякі станції закриваються після опівночі. Мінімальний інтервал руху потягів в годину пік приблизно 2 хвилини.

## Галерея

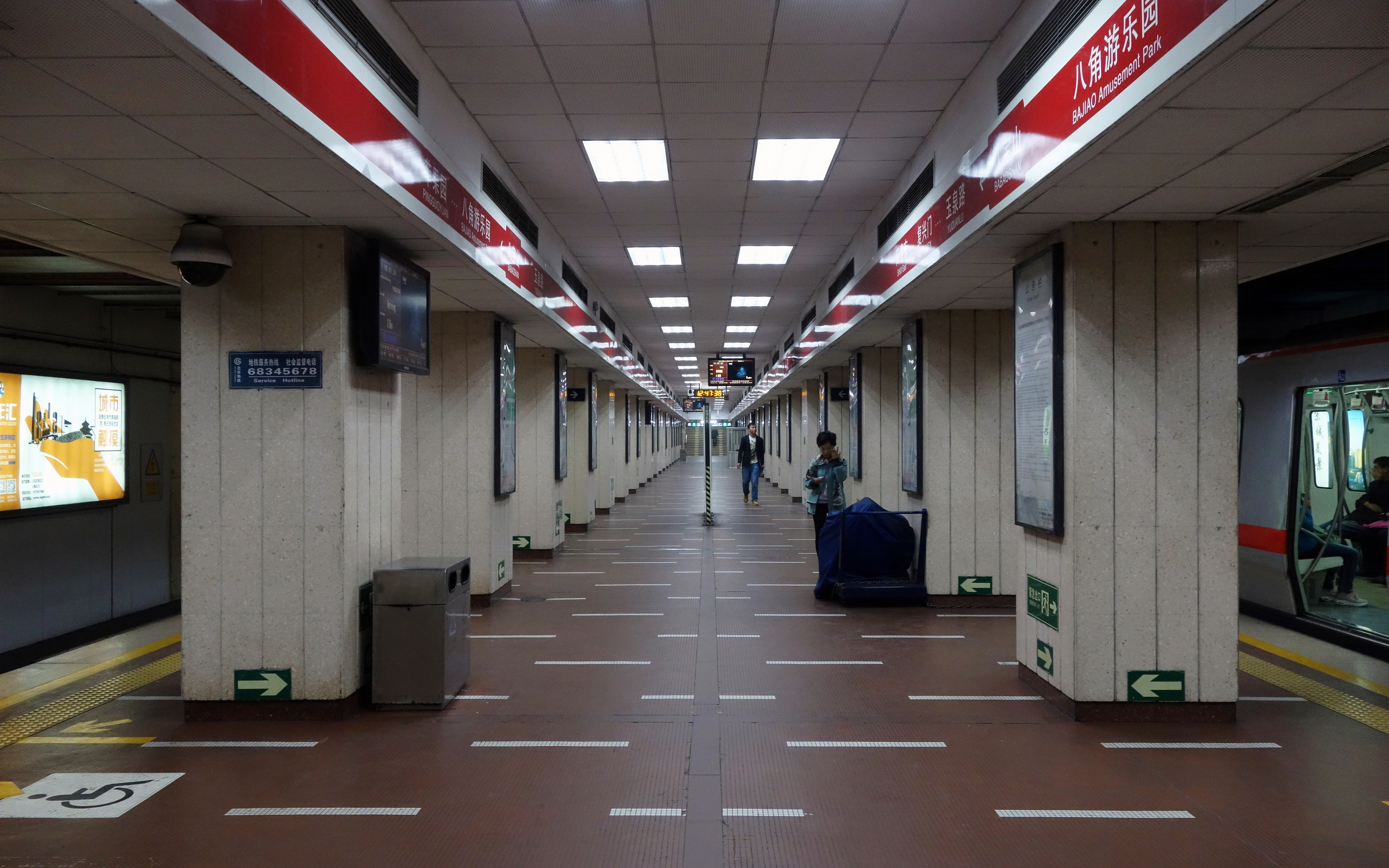
Платформа станції «Babaoshan», (Лінія 1)
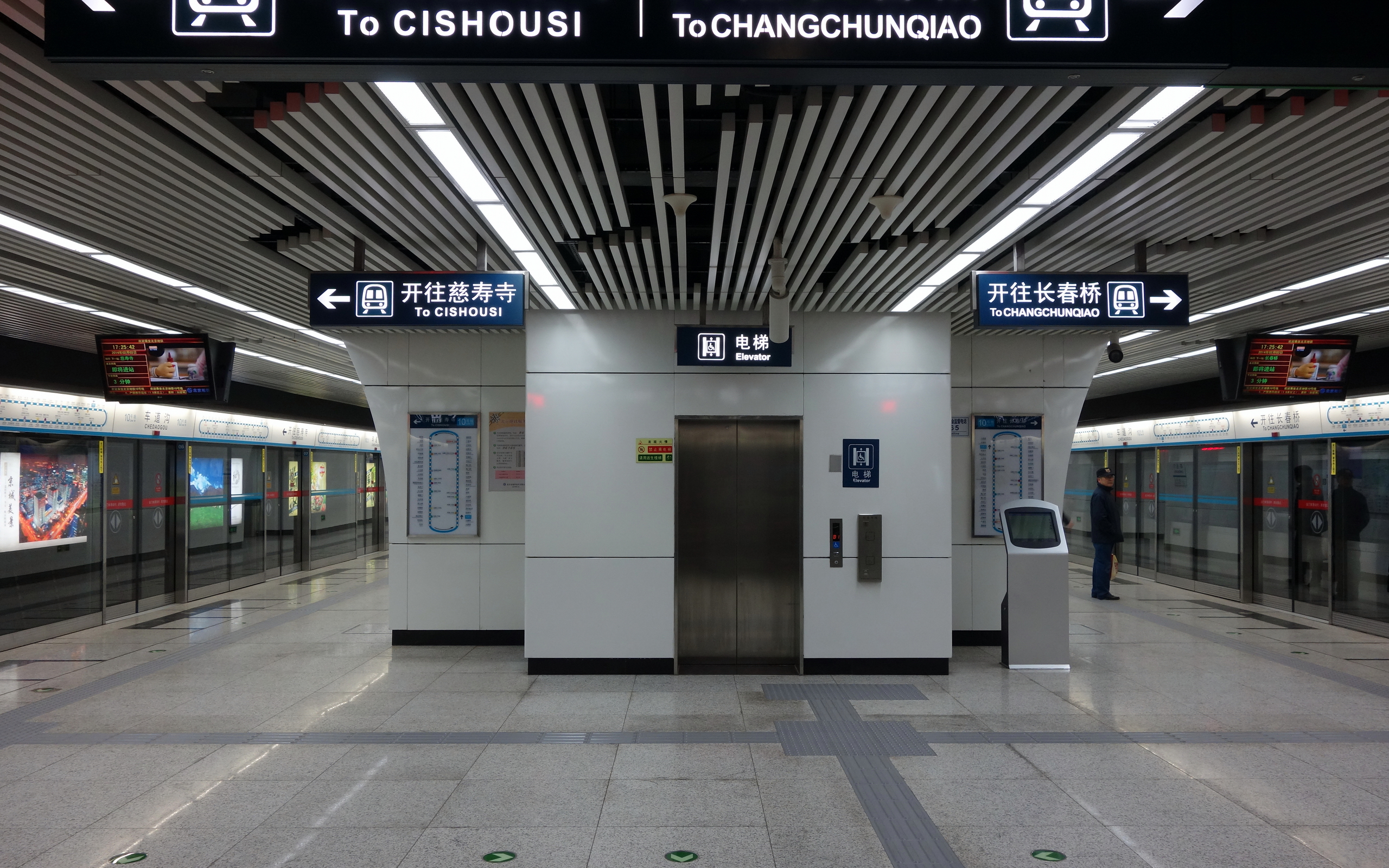
Платформа станції «Chedaogou, (Лінія 10)
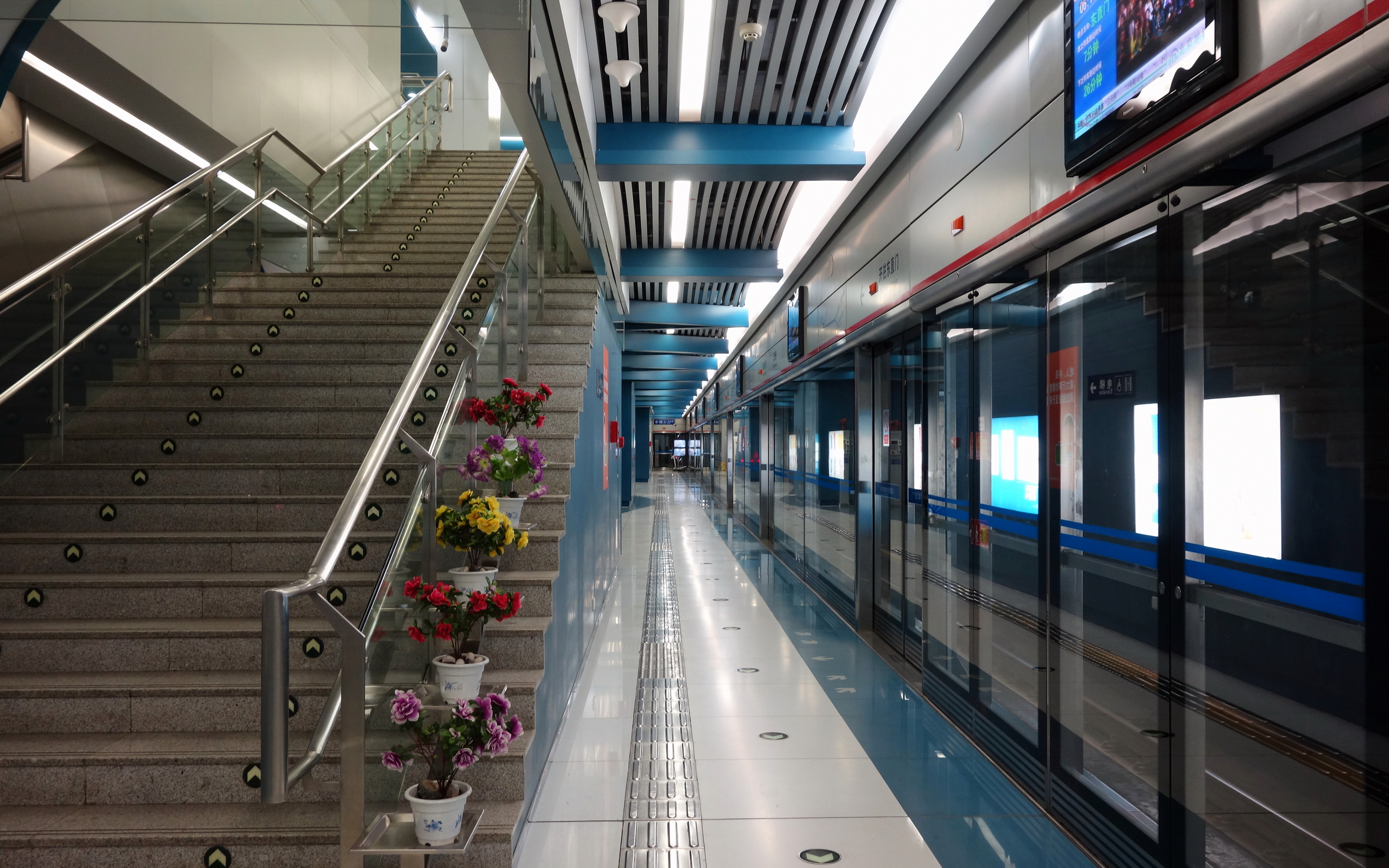
Платформа станції «Sanyuanqiao, (Лінія «Airport Express»)